# Peter Rochhaus
Peter Rochhaus (* 7. Juli 1958 in Bad Frankenhausen) ist ein deutscher Museologe und Kunsthistoriker.

## Leben
Nach einem Volontariat am Kreisheimatmuseum in Bad Frankenhausen studierte Rochhaus von 1978 bis 1981 an der Fachschule für Museologen in Leipzig. Anschließend war er bis 1984 als Mitarbeiter am Panorama-Museum in Bad Frankenhausen tätig. Von 1984 bis 2002 leitete er das Adam-Ries-Museum in Annaberg-Buchholz. In dieser Zeit bildete er sich in einem Fernstudium an der Martin-Luther-Universität Halle-Wittenberg im Fachbereich Kunstgeschichte zum Kunsthistoriker mit Abschluss als Dipl.-phil. weiter. Seit 2002 ist er freiberuflich tätig und arbeitet seit 2011 am „Allgemeinen Künstlerlexikon“ des Verlages De Gruyter mit. Zudem betreute er von 1999 bis 2002 die Aufnahme der Werke des Annaberger Malers, Grafikers und Gestalters Rudolf Manuwald (1916–2002). Mitarbeit bei Cranach.net zum Schaffen des Malers Anton Heusler.
Er veröffentlichte bisher 17 Bücher und Broschüren sowie seit 1977 rund 500 Zeitungs- und Zeitschriftenartikel, unter anderem zu Adam Ries und seiner Zeit, zu Rudolf Köselitz, zu Kunst und Kultur des Erzgebirges sowie zu seiner Heimatstadt Bad Frankenhausen.

## Ehrungen
Im Jahr 1998 erhielt er als „Anerkennung hervorragender Leistungen auf dem Gebiet der Publikation 1997“ eine Urkunde der Stadt Annaberg-Buchholz.

## Veröffentlichungen (Auswahl)
- Schnitzkunst im Erzgebirgsmuseum Annaberg-Buchholz (Annaberger Museumsblätter 2), Annaberg-Buchholz 1987
- Kurz vor dem Vergessen – Zu Leben und Werk des Malers und Illustrators Rudolf Köselitz. (Streifzüge durch die Geschichte des oberen Erzgebirges, Heft 24) Annaberg-Buchholz, 1998.
- Bad Frankenhausen: Bilder einer Kleinstadt. Sutton, Erfurt 2001, ISBN 3-89702-267-2.
- Annaberg-Buchholz: Von Malern, Baumeistern und anderen Merkwürdigkeiten. Sutton, Erfurt 2005, ISBN 3-89702-914-6.
- Berühmte Erzgebirger in Daten und Geschichten. Sutton, Erfurt 2006, ISBN 978-3-86680-020-5.
- Adam Ries. Sutton, Erfurt 2008, ISBN 978-3-86680-407-4.
- Zum Wirken des Baumeisters Woldemar Kandler im Erzgebirge. In: Erzgebirgische Heimatblätter. 32 (2010), Heft 3, S. 2–3. ISSN 0232-6078
- Hecker, Ernst. In: Allgemeines Künstlerlexikon. Die Bildenden Künstler aller Zeiten und Völker (AKL). Band 70, de Gruyter, Berlin 2011, ISBN 978-3-11-023175-5, S. 515 f.
- Beschreibung und Ausrechnung der wichtigsten alten wettinischen Maße, Münzen und Gewichte nebst denen angrenzender Länder 1205 bis 1871. Adam-Ries-Bund, Annaberg-Buchholz 2014, ISBN 978-3-944217-07-9.
- Eduard Robert Henze in Annaberg-Buchholz – Seine Denkmale in Annaberg-Buchholz mit einem vorläufigen Werkverzeichnis der Plastiken und Zeichnungen. Grin-Verlag, München 2014, ISBN 978-3-656-87104-0.
- Rudolf Manuwald, Künstlerbuch zum 100. Geburtstag, hrsg. von Jörg Seifert, mit Texten von Peter Rochhaus und Alexander Stoll, Annaberg-Buchholz 2016.
- Künstlerlexikon Erzgebirge: „Der silberne Merkur“ – Architekten, Maler, Bildhauer. Hermann, Chemnitz 2017, ISBN 978-3-940860-24-8.
- Aus gutem Holz – Vom Schnitzen im Erzgebirge. E-Book, ca, zahlreiche Farbabbildungen, Chemnitz 2020, ISBN 978-3-940860-30-9.